# Spathius antennalis
Spathius antennalis är en stekelart som beskrevs av Szepligeti 1905. Spathius antennalis ingår i släktet Spathius och familjen bracksteklar. Utöver nominatformen finns också underarten S. a. kokodaensis.